# لینفورد کریستی

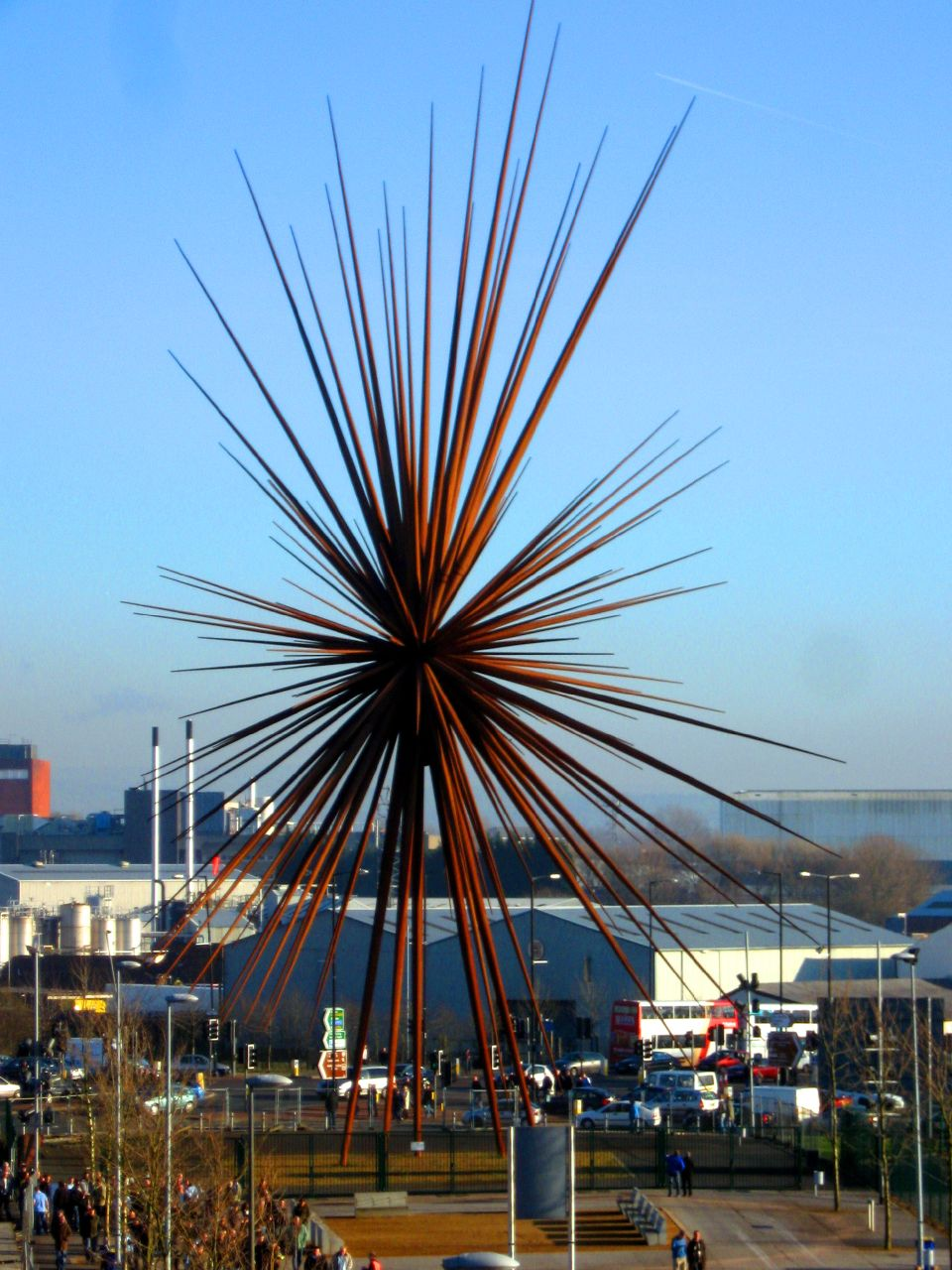
لینفورد کریستی یک بار در مصاحبه‌ای گفت که او با شنیدن صدای «بنگ» تپانچه دویدن را شروع نمی‌کرده بلکه با «ب بنگ» (B of the Bang) استارت می‌زده‌است! توماس هیترویک معمار انگلیسی نام تندیس ۵۶ متری خود را B of the Bang گذاشت.

لینفورد سیسرو کریستی (به انگلیسی: Linford Cicero Christie) (متولد ۱۹۶۰ در جامائیکا) دوندهٔ دوهای سرعت اهل بریتانیا بود. وی در هر چهار رویداد ورزشی مهمی که بریتانیایی‌ها در آن شرکت می‌کنند یعنی المپیک، قهرمانی جهان، قهرمانی اروپا و بازی‌های کشورهای مشترک‌المنافع قهرمان دو ۱۰۰ متر شده‌است. وی همچنین نخستین اروپایی است که ۱۰۰ متر را زیر ۱۰ ثانیه دویده‌است.
لینفورد کریستی مدال طلای دو ۱۰۰ متر المپیک ۱۹۹۲ بارسلون و دو مدال نقره المپیک ۱۹۸۸ سئول در دو ۱۰۰ متر و ۴ در ۱۰۰ متر را کسب کرده‌است. وی در گذشته رکورد جهانی دو ۲۰۰ متر داخل سالن و رکورد اروپای دوهای ۶۰ متر و ۴ در ۱۰۰ متر امدادی را در اختیار داشت.
نام کریستی در المپیک ۱۹۸۸ سئول پس از بن جانسون و کارل لوئیس نفر سوم دوی ۱۰۰ متر شد. پس از اعلام دوپینگ بن جانسون مدال نقره به کریستی رسید. هرچند تست دوپینگ کریستی هم به دلیل استفاده از سودوافدرین مثبت اعلام شده بود اما با توجه به اینکه سودوافدرین در داروهای سرماخوردگی عادی وجود دارد، شورای انضباطی کمیته بین‌المللی المپیک رای به بیگناهی وی داد. در یک اتفاق عجیب دیگر تست دوپینگ کریستی در سال ۱۹۹۹ زمانی که مدتها بود ورزش حرفه‌ای را کنار گذاشته و برای یک مسابقه پیشکسوتان به آلمان رفته بود به دلیل استفاده از داروی ناندرولون مثبت اعلام شد. متابولیت‌های ناندرولون در ادرار وی بیش از ۱۰۰ برابر مقدار عادی دیده شده بود. دلایلی همچون خوردن آووکادو یا مکمل‌های تغذیه‌ای برای مثبت شدن این تست مطرح شده بود اما این توضیحات مورد قبول فدراسیون جهانی قرار نگرفت و یک محرومیت دو ساله برای وی وضع شد.

## رکوردهای شخصی
- دو ۱۰۰ متر: ۹.۸۷ (۱۹۹۳ اشتوتگارت، باد +۰.۳)
- دو ۱۵۰ متر: ۱۴.۹۷ (۱۹۹۴ شفیلد، باد +۰.۹)
- دو ۲۰۰ متر: ۲۰.۰۹ (۱۹۸۸ سئول، باد +۱.۷)
- دو ۴۰۰ متر: ۴۷.۷۵ (۱۹۹۱)

داخل سالن
- دو ۶۰ متر: ۶.۴۷ (۱۹۹۵ لیون)